# Гдалин, Александр Давидович
Алекса́ндр Дави́дович Гда́лин (23 сентября 1933, Ленинград — 25 октября 2017) — советский и российский литератор, горный инженер, исследователь различных аспектов пушкинистики — памятников Пушкину, образа Пушкина в медальерном искусстве, филателистической пушкинианы. Член Союза профессиональных литераторов России (1992), почётный член Союза филокартистов России и Союза филокартистов Санкт-Петербурга.

## Биография
Александр Гдалин родился в Ленинграде в 1933 году в семье врача. Мать работала педагогом.
В 1951 году окончил среднюю школу с золотой медалью и поступил в Ленинградский горный институт, на горный факультет. После окончания института в 1956 году по специальности «Разработка месторождений полезных ископаемых» работал горным мастером, начальником карьера на Пикалёвском известняковом руднике.
С 1961 по 1993 год был сотрудником института «Гипронеруд», где прошёл путь от инженера до заместителя директора института по экономике.
С 1951 года печатался под творческими псевдонимами: А. Давыдов, И. Владимиров. Член Союза профессиональных литераторов Российской Федерации (с 1992).
Член Ленинградского общества коллекционеров и Ленинградского клуба филокартистов (с 1958).
Много лет занимался поисками и исследованиями истории сооружения памятников А. С. Пушкину и мемориальных досок, разработал систему их классификации и подготовил к печати книгу о свыше 700 памятниках поэту, установленных в России и более чем в 20 странах мира. В 2001 году издана первая часть этой монографии — о пушкинских памятниках, воздвигнутых в Санкт-Петербурге и на территории Ленинградской области.

## Вклад в филателию
Ещё будучи школьником, Александр Гдалин начал собирать почтовые марки, посвящённые А. С. Пушкину. Со временем смог создать исследовательскую тематическую коллекцию «Пушкин — гордость человечества». С 1965 года эта коллекция участвовала более чем в 100 национальных и международных филателистических выставках и была удостоена Гран-при, золотых, позолоченных и серебряных медалей, призов и почётных дипломов на таких всемирных выставках, как «Прага-68», «Будапешт-71», «БЕЛЬГИКА-72» (Бельгия), «ИНТЕРАРТЕС-72» (ГДР), «ИБРА-73», «Стокгольмия-74», «АРФИЛА. Париж-75» (фр. Arphila '75 de Paris), «Интерфил-76» (Филадельфия), «ПОРТУСКАЛЕ-77» (лат. Portus Cale; Порту), «Прага-78», «Буэнос-Айрес-80», «Бразилиана-83» (Бразилия), «Аргентина-85», «Стокгольмия-86», «Финляндия-88», «Вена-90», «Бангкок-93» и др. Работая над пушкинской темой, А. Д. Гдалин предложил некоторые новые методы размещения коллекционных материалов на выставочном листе, в том числе получивший признание метод «врезки», при котором на листе видна только часть коллекционного объекта, которая необходима для понимания смысла всей композиции (например, видны рисунок конверта и впечатанная марка, но не видна нерелевантная для композиции листа адресная часть).
А. Д. Гдалин является автором книги «Филателистическая Пушкиниана» (1981), а также каталога филателистических материалов, выпущенных почтовыми ведомствами всех стран мира и посвящённых А. С. Пушкину, «Филателистическая Пушкиниана» (1988).
Принимал активное участие в филателистическом движении, был делегатом I и II съездов Всесоюзного общества филателистов (ВОФ), членом Правления Ленинградского областного отделения ВОФ. Был членом коллегии судей Союза филателистов России.
Кроме того, А. Д. Гдалин коллекционировал и каталогизировал иллюстрированные почтовые открытки Ленинграда военных лет. Он регулярно посещал заседания клуба любителей истории открытки (председатель — В. П. Третьяков) и часто выступал с докладами на заседаниях клуба.

## Почётные звания и награды
- Медаль «За выдающийся вклад в развитие коллекционного дела в России»[2]
- Анциферовская премия (2009; с М. Р. Ивановой за книгу «Сражающийся Ленинград. Почтовая открытка: Энциклопедический каталог»)

## Избранные труды
Ниже приводится список некоторых из многочисленных печатных работ А. Д. Гдалина.
Основные
- Гдалин А. Д. Памятники Пушкину за рубежом // Временник Пушкинской комиссии, 1976 / АН СССР. ОЛЯ. Пушкин. комис. — Л.: Наука. Ленингр. отд-ние, 1979. — С. 172—174. (Дата обращения: 10 декабря 2008)
- Гдалин А. Д. В боевом строю: Издание книг Пушкина в годы Великой Отечественной войны (недоступная ссылка) // Венок Пушкину (1837—1987) / Гл. ред. Е. И. Осетров. — М.: Книга, 1987. — 400 с. — (Альманах библиофила; Вып. 23). (Дата обращения: 9 декабря 2008)
- Гдалин А. Д. Памятники А. С. Пушкину: История; Описание; Библиография: В 2 т. Т. 1: Россия. Ч. 1: Санкт-Петербург, Ленинградская область. — СПб.: Академический проект, 2001. — 512 с. — ISBN 5-7331-0145-8. (Дата обращения: 10 декабря 2008)
- Гдалин А. Д., Попелюхер И. Л. От Рима до Гаваны: Новые сведения о памятниках Пушкину за рубежом // Временник Пушкинской комиссии / АН СССР. ОЛЯ. Пушкин. комис. — Л.: Наука. Ленингр. отд-ние, 1988. — Вып. 22. — С. 177—179. (Дата обращения: 9 декабря 2008)

Филателия, филокартия, фалеристика, нумизматика
- Гдалин А. Д. Как подготовить коллекцию к выставке. (недоступная ссылка) — М.: Связь, 1979. — 96 с. — (Б-ка юного филателиста; Вып. 5). (Дата обращения: 19 апреля 2011)
- Гдалин А. Д. Филателистическая Пушкиниана. — М.: Радио и связь, 1981. — 128 с. — (Б-ка юного филателиста; Вып. 9). (Предисловие академика М. П. Алексеева.) (Дата обращения: 9 декабря 2008)
- Гдалин А. Д. Подготовка филателистической коллекции к выставке. (недоступная ссылка) — М.: Радио и связь, 1984. (Дата обращения: 19 апреля 2011)
- Гдалин А. Д. Филателистическая Пушкиниана: Каталог // Филателия СССР. — 1988. — № 7. — С. 12—15; № 8. — С. 12—14.
- Гдалин А. Д. Каталог пушкинских материалов, выпущенных почтовыми ведомствами всех стран мира.
- Гдалин А. Д. Открытки блокадного города // Петербургский коллекционер. — 2005. — № 2 (32). — С. 38—39. (Дата обращения: 3 января 2009)
- Гдалин А. Д., Иванова М. Р. Сражающийся Ленинград. Почтовая открытка. Энциклопедический каталог. — М.: Инфо-Да, 2007. — 528 с. — ISBN 978-5-94652-186-4. (Дата обращения: 9 декабря 2008)
- Гдалин А., Робинсон Д. Летописец советской эпохи // Советский коллекционер: Сб. статей / Всесоюз. о-во филателистов. — М.: Радио и связь, 1977. — Вып. 15. — С. 146—155.
- Гдалин А. Д., Робинсон Д. В. Пушкин в произведениях медальерного искусства // Советский коллекционер: Сб. статей / Всесоюз. о-во филателистов. — М.: Радио и связь, 1986. — Вып. 23. — С. 89—97; 1987. — Вып. 24. — С. 120—132; 1988. — Вып. 25. — С. 111—122.

Другие
- Гдалин А. Д. Пушкин в блокадном Ленинграде.
- Гдалин А. Д., Бурсов Б. И. Вечный Пушкин. Диафильм: В 2 ч. — М.: Диафильм, 1975.